# 私はカメラ
私はカメラ (英語: I Am a Camera) は、1951年のジョン・ヴァン・ドルテンによるブロードウェイの演劇 。クリストファー・イシャーウッドの小説集『ベルリン物語』の短編『さらばベルリン』の舞台化である。題名はこの短編の1ページ目「私はカメラ。シャッターを開け、受け身で、何も考えず撮るだけ」から採用された。オリジナル・プロダクションはジョン・ヴァン・ドルテンが演出、ボリス・アロンソンが装置および照明デザイン、エレン・ゴールズボロが衣裳を担当した。1951年11月28日、ニューヨークのエンパイア劇場で開幕し、214回上演ののち1952年7月12日に閉幕した。
この公演は批評的に称賛を受け、無頓着なサリー・ボウルズ役を演じたジュリー・ハリスはトニー賞演劇主演女優賞を初めて受賞し、ナタリア役のマリアン・ウインターズはシアター・ワールド・アワードとトニー賞双方の助演女優賞を受賞した。1952年、ジョン・ヴァン・ドルテンはニューヨーク・ドラマ批評家サークルからアメリカ作品賞を受賞した。ただし著名な批評家のウォルター・カーは「私にはライカではなかった」と評された。

## 1951年、オリジナル・ブロードウェイ・キャスト
- クリストファー・イシャウッド - ウィリアム・プリンス
- フロウライン・シュナイダー - オルガ・ファビアン
- フリッツ・ウェンデル - マーティン・ブルックス
- サリー・ボウルズ - ジュリー・ハリス
- ナタリア・ランダワー - マリアン・ウインターズ
- クライヴ・モーティマー - エドワード・アンドリューズ
- ミセス・ワトソン・コートニッジ - キャサリン・ウィラード

## 派生作品
- 映画 - 『嵐の中の青春（英語版）』(1955年) - ジョン・コリア脚本、マルコム・アーノルド音楽、ジュリー・ハリス、ローレンス・ハーヴェイ、シェリー・ウィンタース出演
- ブロードウェイ・ミュージカル - 『キャバレー』(1966年) - ハロルド・プリンス演出、ジョー・マスタロフ脚本、ジョン・ケンダー作曲、フレッド・エブ作詞、ジル・ハワース、バート・コンヴィ、ロッテ・レーニャ、ジャック・ギルフォード、ジョエル・グレイ出演
- ミュージカル映画 - 『キャバレー』(1972年) - ボブ・フォッシー監督、ジョン・ケンダー作曲、フレッド・エブ作詞、ライザ・ミネリ、ジョエル・グレイ、マイケル・ヨーク出演